# 揚西縣 (北卡羅萊納州)
揚西县（英語：Yancey County）是美國北卡羅萊納州西部的一個縣，西鄰田納西州。面積811平方公里。根据美國2000年人口普查，共有人口17,774人。縣治伯恩斯維爾（Burnsville）。
成立於1833年。縣名紀念聯邦眾議員巴特利特·揚西 （Bartlett Yancey）。密西西比河以東的最高點米切爾山位於本縣。